# سانتا مارجريتا ليجوري
سانتا مارجريتا ليجوري، (بالإنجليزية: Santa Margherita Ligure)‏، هي (بلدية) في مدينة جنوة في العاصمة الإيطالية ليغوريا، وتقع على بعد حوالي 35 كم جنوب شرق جنوة ، في المنطقة المعروفة باسم تيغوليو. يوجد به ميناء يستخدم في أنشطة السياحة وصيد الأسماك. يتم تضمين جزء من أراضي البلدية في الحديقة الطبيعية الإقليمية في بورتوفينو. تقع سانتا مارجريتا ليجوري على حدود البلديات التالية: كاموجلي، بورتوفينو، رابالو.

## السكان
في سنة 1861 بلغ عدد السكان 7٬245 نسمة، وتطور العدد ليصل في سنة 2011 لـ 9٬709 نسمة.
يظهر هذا المخطط البياني تطور النمو السكاني لـ سانتا مارجريتا ليجوري

## أعلام
- إليا باستيانوني
- كريستيانا فيراندو
- فيتوريو جي. روسي